# Análisis musical
Se llama análisis musical a la disciplina que estudia las distintas obras musicales, desde el punto de vista de la forma, de la estructura interna, de las técnicas de composición o acerca de la relación entre estos aspectos y cuestiones interpretativas, narrativas y dramáticas. Es una investigación sobre la construcción formal de la música, tanto en lo que respecta a la subdivisión de temas en frases, secciones y motivos, y la forma en que se combinan y transforman, así como también la formación de períodos, el orden de modulación, etc.
Es una de las asignaturas más importantes de las escuelas de música y conservatorios, surgido en Inglaterra a mediados del siglo XIX.

## Objetivos
Análisis es interpretación, por lo que esta interpretación analítica es hermenéutica (técnica o método de interpretación de textos), en tanto que deriva del estudio meticuloso regido por conceptos y especulaciones personales que suelen ser más instintivas que conscientes, y por otro lado es formalista, es decir que aplica toda una gama de teorías acerca de la música, técnicas de análisis y procedimientos compositivos que merecen ser escuchados por derecho propio.

## Historia
Si bien antes del siglo XIX no había una sistematización teórica de técnicas de análisis, el material sobre teoría musical era abundante. Desde los tiempos de Platón, Aristóteles, Aristoxeno y otros pensadores griegos de la antigüedad, pasando por filósofos medievales como Boecio, hasta llegar a los escritores de comienzos del Renacimiento, la especulación sobre la fuerza espiritual y psicológica de la música trajo consigo un consistente interés por el estudio del sonido como fenómeno acústico natural a disposición del ser humano para su manipulación creativa. Hacia finales del siglo XV, con la asimilación del concepto de compositor como alguien que escribía música para ser interpretada por otros, y no como un mero intérprete de sus propias obras, hubo entre los teóricos una creciente tendencia a discutir acerca de composiciones específicas y sus creadores.
La teoría clásica de la música encontró en Descartes, quien comprende la audición en términos analíticos, incluyendo al escucha como un sujeto que «simultáneamente percibe, evalúa cómo y transforma lo que percibe en una suerte de producto final del conocimiento». Aquí aparece por primera vez, una teoría de la escucha racional que encuentra la posibilidad cognitiva de la música al separar el sujeto que percibe del sonido percibido, que opera al percibir y comprender las proporciones de las partes de la música, comprendiéndola como signos en un discurso.
Al final, fue relativamente corto el paso entre el análisis crítico y técnico de compositores, plasmado en los tratados de Tinctoris, Glarean y Zarlino anteriores al siglo XVI y los primeros trabajos de análisis genuino, como el estudio de Burmeister sobre el carácter retórico del motete de Lassus In me transierunt (1606). Pero fue muchos años después, que el análisis pasó de ser un método práctico para la enseñanza de la composición, como se aprecia en los tratados de Kirnberger y Koch de finales del siglo XVIII, a un estudio con sustento técnico y motivado esencialmente por la admiración de la obra en cuestión. De hecho, ensayos como el de E.T.A. Hoffmann sobre la Quinta sinfonía de Beethoven (1809-1810), o el estudio de Schumann sobre la Symphonie fantastique (1835) de Berlioz, por encima de toda intención pedagógica, son una ventana abierta a los misterios y retos plasmados por el genio creador en su momento más imaginativo e imperturbable.
Del siglo XIX en adelante, los escritos críticos y técnicos tendieron a vincularse estrechamente, a la par que la enseñanza académica daba mayor importancia a los procedimientos compositivos de las obras maestras que eran codificados e imitados por los estudiantes, pocos de los cuales aspiraban a alcanzar un grado de maestría comparable. Hacia finales del siglo XIX y comienzos del XX, Arnold Schoenberg y Heinrich Schenker, radicados en Viena, comenzaron a producir una serie de obras teóricas en las que revelaban una diferente y contrastante perspectiva del análisis en la enseñanza de la composición y la apreciación crítica. Entre ambos establecieron temas centrales de análisis musical cuya trascendencia sigue vigente.

## Clasificaciones
Diversas clasificaciones podemos encontrar dentro del análisis musical así como metodologías aplicadas. Además del análisis formal, el análisis armónico, melódico y rítmico son expresiones de las formas más básicas y conocidas dentro del campo analítico de la música.
En este sentido, las teorías de Jean-Philippe Rameau y Hugo Riemann son algunas de ellas y las que más han sido difundidas, con muchos seguidores, pero también detractores.
Por el otro lado, Heinrich Schenker, expone todo un sistema de análisis (Análisis Schenkeriano), que incluye técnicas musicales diversas combinadas con un modelo orgánico de la dirección de la música. Diversos compositores y teóricos del siglo XX han diseñados sus propios modelos de análisis, en muchos casos, basados en anteriores, y en general encuadrados dentro de la música tonal.
Arnold Schönberg, incluye en sus libros las más diversas formas de introducción armónica y formal, para preparar al alumno a la emancipación de la disonancia y saltar a una composición libre de las ataduras del sistema tonal.
Paul Hindemith, en su "The Craft of Musical Composition" expone una elaboración analítica de la génesis de los acordes y sus derivaciones a partir de la serie de armónicos, independientemente del sistema musical organizativo.
Finalmente, la teoría de los grupos, derivada de los principios matemáticos de la "set theory", desarrolla un método para identificar todo tipo posible de agrupación de tonos e intervalos clasificados (en inglés, class) sin referencia a funciones triádicas o tonales, reduciendo el número total de grupos o "sets" a una cantidad manejable, con la posibilidad de relacionar ciertos grupos aparentemente diferentes dentro de un mismo grupo básico o “forma primaria”. La figura decisiva en el desarrollo de este método analítico fue Milton Babbitt. En el año 1973 fue Allen Forte quien publica la primera lista exhaustiva de sus posibilidades analíticas.
Está claro que la evolución de la psicología cognitiva durante la segunda mitad del siglo XX, diversificó aún más las nuevas definiciones sobre la manera y el grado en que los procesos y patrones de transformación musical pueden ser percibidos por los oyentes.